# Кузнецов, Поликарп Ефимович
Полика́рп Ефи́мович Кузнецо́в (1904, Александровская, Красногвардейское сельское поселение — 8 мая 1944, Севастополь, Крымская АССР) — советский военачальник, подполковник (1943), из терских казаков. В годы Великой Отечественной войны — начальник разведки 10-го стрелкового корпуса. За то, что во главе разведывательного отряда первым форсировал Сиваш, представлялся к званию Героя Советского Союза. Погиб во время штурма Сапун-горы. Отец Юрия Кузнецова — одного из самых значительных русских поэтов второй половины XX века. Образ отца — один из центральных в его творчестве, а самое известное его стихотворение о войне, давшее название коллективному поэтическому сборнику, называется «Шёл отец».

## Детство и юность
Родился в 1904 году семье терского казака на хуторе Александровский (с 1915 года - станица Александровская). Отец, Ефим Кузнецов, занимался разведением лошадей, у него было несколько табунов. В 1908 году, через четыре года после рождения Поликарпа, который был младшим из трёх братьев, отец умер. Как вспоминал Юрий Кузнецов, Поликарп впоследствии «гнул на старших спину».
После Октябрьской революции Поликарп Кузнецов вступил в комсомол.

### Служба в Пограничных войсках до Великой Отечественной войны
В 1927 году вступил в ряды Красной Армии. Окончил военное училище. Служил в пограничных войсках на западной границе. Командовал пограничной заставой на границе с Бессарабией, которая в то время в результате аннексии в нарушение ранее достигнутых соглашений находилась в составе королевской Румынии, ещё до Освободительного похода Красной Армии в Бессарабию и Северную Буковину.

### Увольнение из армии
В 1938 году на начальника заставы Поликарпа Кузнецова поступил донос из родной станицы, в котором утверждалось, что он сын кулака — несмотря на то, что отец Кузнецова, который действительно имел несколько табунов, умер, когда его младшему сыну было всего четыре года, и Поликарп был вынужден «гнуть спину» на старших братьев. В результате его лишили звания и уволили с военной службы. Впоследствии Кузнецову удалось встретиться с принимавшей решение «тройкой», в результате он узнал, кто написал донос. Вернувшись в родную станицу, Кузнецов заставил доносчика написать, что его сообщение было неправдой.
Затем Поликарп Кузнецов вместе с женой и детьми уехал из Александровской. Им приходилось часто переезжать, и в конце концов Кузнецов обосновался в станице Ленинградской. Своего жилья у Кузнецовых не было, и приходилось им тяжело. Между тем, 11 февраля 1941 года у них родился младший сын Юрий, в будущем —- один из крупнейших русских поэтов второй половины XX века. И тогда Кузнецовым наконец выделили сарай по адресу улица Красная, 100, а Поликарпа Ефимовича взяли в станичную школу учителем физкультуры.

## Великая Отечественная война

### Учёба в Академии имени Фрунзе
22 июня 1941 года фашистская Германия напала на СССР. Вскоре Кузнецова призывают в армию и восстанавливают в кадрах. Из Славянска его направляют на учёбу в Военную академию имени Фрунзе. После двух недель учёбы он был отправлен в командировку в Берёзовскую Сталинградской области, затем — в станицу Боковскую Ростовской области, где в составе 5-й сапёрной армии занимался строительством оборонительных рубежей. В конце января 1942 года по окончании командировки Кузнецов вернулся в академию, которая к тому времени была передислоцирована в Ташкент. 24 июля 1942 года ему было присвоено звание «майор», а 1 августа он был выпущен из академии с общей оценкой «хорошо». Удостоверение об окончании было подписано известным советским военачальником Н. А. Верёвкиным-Рахальским.

### Битва за Кавказ
В августе 1942 года станицу Александровскую, куда к мужниной родне переехала с детьми Раиса Васильевна Кузнецова, захватили немцы. После того, как новые «хозяева» узнали, что она — жена советского офицера, она была внесена на одно из первых мест в список советских граждан, предназначенных к расстрелу. От гибели её спасла перешедшая в стремительное наступление Красная Армия, и в числе первых вошедших в станицу был её муж, который очень переживал за семью, выпросил у командования трёхдневный отпуск и приехал в станицу на «виллисе» разведотдела.
Кузнецов был начальником разведки 10-го стрелкового корпуса, который в разное время входил в состав Северо-Кавказского фронта и его 56-й и 58-й армий и участвовал в освобождении Северного Кавкахза от немецко-фашистских захватчиков.

### Освобождение левобережной Украины
В августе 1943 года 10-й стрелковый корпус вошёл в состав 51-й армии Южного фронта, которой в то время командовал знаменитый советский военачальник, Герой Советского Союза генерал-лейтенант Я. Г. Крейзер. Подполковник Кузнецов ярко отличился ходе Донбасской наступательной операции, за что начальником штаба корпуса полковником А. В. Грязновым 25 сентября 1943 года он был представлен к награждению орденом Отечественной войны I степени. В наградном листе отмечалось: «разведкой корпуса была своевременной и полно вскрыта группировка противника перед корпусом, кроме того установлено о наличии двух танковых дивизий противника (9 и 23 тд) перед фронтом армии, а также разведкой корпуса установлено наличие двух оборонительных рубежей на подступах к г. Запорожье». В тот же день командир корпуса гвардии генерал-майор К. П. Неверов поставил на представлении резолюцию «достоин награждения орденом „Отечественная война первой степени“». Приказом войскам 51-й армии от 3 октября 1943 года подполковник Кузнецов был награждён орденом Красной Звезды.

### Через Сиваш
В ходе Мелитопольской наступательной операции войска 51-й армии совместно с 4-м гвардейским Кубанским казачьим кавалерийским корпусом гвардии генерал-лейтенанта Н. Я. Кириченко и 19-м танковым корпусом стремительно вышла к Перекопу, а 10-й стрелковый корпус — к Сивашу. 31 октября 1943 года командующий армией генерал-лейтенант Я. Г. Крейзер поставил перед Кузнецовым задачу: набрать охотников, найти брод через Сиваш, форсировать его и провести разведку. Вслед за передовым отрядом Кузнецова переход через Сиваш должны были начать основные силы корпуса.
Для того, чтобы форсировать Сиваш, необходимо было найти проводника. В этом плане отряду Кузнецова сильно помог 70-летний рыбак из близлежащего села Строгановка Иван Иванович Оленчук, который ещё в 1920 году провёл войска М. В. Фрунзе через залив вброд на Литовский полуостров, в результате чего Красная Армия заняла Крым. «Дед Оленчук» показал начальнику штаба армии генерал-майору Я. С. Дашевскому, где корпусу лучше всего перейти вброд Сиваш. Но годы не позволили ему вести отряд, и проводником стал Василий Константинович Заулочный, рыбак тридцати лет из села Камрат-Казеут (Дружелюбовка).
Охотников первыми форсировать Сиваш вызвалось много. Из них Кузнецов отобрал 30 (по другим данным — 13) самых закалённых и бывалых бойцов.
Перед выступлением группы В. К. Заулочный с ещё тремя разведчиками-артиллеристами 20-го гвардейского артиллерийского полка по приказу командира корпуса и начальника артиллерии корпуса разведали брод, пройдя 2,5 км до противоположного берега, и, вернувшись, доложили, что брод пригоден для перехода.
После этого отряд подполковника Кузнецова в 10 часов утра 1 ноября двинулся вброд через Сиваш и перешел его в 11 часов 45 минут. Сразу же после этого Кузнецов подал условленный знак, запалив костёр на берегу.
Получив сигнал о том, что путь свободен, на южный берег Сиваша начали переправляться основные силы 10-го стрелкового корпуса, и первым из них — 1168-й стрелковый полк под командованием майора П. Ф. Каймакова, входивший в состав 346-й стрелковой дивизии генерал-майора Д. И. Станкевского, а затем и другие полки дивизии.
В этот же день Сиваш перешли 257-я стрелковая дивизия подполковника М. И. Прокопчука и 216-я стрелковая дивизия полковника Г. Ф. Малюкова, который в 1920 году был разведчиком 7-й кавалерийской дивизии, одной из первых форсировавшей залив.
Отряду Кузнецова была поставлена задача провести глубокую разведку в направлении Армянска, совершить налёты на передовые части противника и захватить пленных. Эта задача была выполнена, отряд навёл панику среди немцев и добыл ценные сведения. Так, в районе села Биюк-Кият (Камышевка) им было, как отмечалось в наградном листе, «захвачено в плен 18 немецких солдат и офицеров и перехвачена легковая машина с 2 офицерами, через которых были установлены данные о группировке противника в этом районе». Пленные офицеры показали, что немецкое командование спешно выдвигает к Сивашу дивизию, усиленную танками и артиллерией, которая к утру 2 ноября должна была выйти в район села Биюк-Кият и мыса Джангар и не дать советским войскам прорваться на полуостров. Получив эти данные, командующий армией приказал командиру 10-го стрелкового корпуса ускорить переправу частей, после чего и перешли Сиваш вышеупомянутые 257-я и 216-я стрелковые дивизии.
В результате проведённой операции 10-й стрелковый корпус захватил плацдарм на южном берегу Сиваша протяжённостью 18 и глубиной 14 километров. С ходу прорваться в Крым нашим войскам не удалось, но все попытки немецкой мотопехоты и кавалерии усиленной танками и артиллерией, сбросить их в Гнилое море успехом не увенчались. Впоследствии именно с Сивашского плацдарма был нанесён главный удар войск 4-го Украинского фронта в Крымской наступательной операции.
Узнав о геройских делах форсировавших Сиваш частей, Верховный Главнокомандующий И. В. Сталин отправил телеграмму, в которой потребовал представить наиболее отличившихся бойцов и командиров к званию Героя Советского Союза. К званию Героя был представлен и командир отряда, первым перешедшего Сиващ, подполковник Поликарп Кузнецов. Наградной лист на него был подписан командиром 10-го стрелкового корпуса К. П. Неверовым 3 ноября 1943 года. 7 ноября командующий 51-й армией Герой Советского генерал-лейтенант Я. Г. Крейзер и член Военного Совета армии генерал-майор А. Е. Халезов поставили на наградном листе резолюцию: «ДОСТОИН ПРИСВОЕНИЯ ЗВАНИЯ „ГЕРОЙ СОВЕТСКОГО СОЮЗА“».
Но более высокие инстанции представление не утвердили, причём возможно, что из-за истории с увольнением из армии. В результате приказом войскам 4-го Украинского фронта от 28 декабря 1943 года он был награждён орденом Красного Знамени. Подводя итог этой эпопее, 5 февраля 1944 Кузнецов писал жене: «Всё же знай, что я войду в историю. Кто первый показал и провёл войска в Крым. Это никто оспорить не может».

### Освобождение Крыма

#### Позиционные бои. Подготовка наступления
После стабилизации фронта на Сивашском плацдарме начался период позиционной войны, оказавшийся довольно длительным, так как предположения о том, что враг сам уйдёт из Крыма, не оправдались. В связи с этим общее наступление войск фронта было решено перенести на март, ограничившись частными наступательными операциями 10-го стрелкового корпуса, по-прежнему оборонявшего плацдарм, с целью улучшения положения и определения сильных и слабых мест в обороне противника. Большое внимание было уделено разведке. До начала наступления было разведчиками корпуса было проведено свыше 650 групповых поисков, причём не только ночью, но и днём. Так, разведгруппа старшего сержанта Энвера Бгамбы из 216-й стрелковой дивизии средь бела дня при поддержке артиллерии совершила налёт на позиции 9-й кавалерийской дивизии румынских войск и привела 9 пленных, сама не понеся потерь. Всего разведчиками армии и корпуса за Сивашом до начала наступления было захвачено 453 пленных. Также важным источником сведений о противнике служили данные авиации и крымских партизан. Многое дала хорошо организованная радиоразведка — перехват радиограмм врага, а также подслушивание его телефонных разговоров.
Большую роль в организации разведдеятельности, а также анализе и обобщении полученных разведданных играл разведотдел штаба 51-й армии, возглавляемый полковником М. Ф. Зайцевым (так, одной из разведгрупп, переправившейся через Айгульское озеро и приведшей двух пленных, командовал помощник начальника 1-го отделения разведотдела старший лейтенант Л. Ф. Краснянский) и прежде всего — непосредственно разведотдел штаба занимавшего плацдарм 10-го стрелкового корпуса и его начальник подполковник Поликарп Кузнецов.

#### Прорыв
Утром 8 апреля 1944 года войска 4-го Украинского фронта перешли в наступление. Именно с Сивашского плацдарма, разведанного отрядом Кузнецова и захваченного воинами 10-го стрелкового корпуса в ноябре 1943 года, решено было нанести главный удар. Его наносили 51-я армия всеми тремя стрелковыми корпусами и 19-й танковый корпус генерал-лейтенанта И. Д. Васильева — главная ударная сила фронта. 2-я гвардейская армия генерал-лейтенанта Г. Ф. Захарова наносила вспомогательный удар с Перекопского перешейка, Отдельная Приморская армия генерала армии А. И. Ерёменко — с Керченского плацдарма.
В историографии сороковых годов освобождение Крыма получило название «Третий удар» (см. «Десять сталинских ударов»). В 1948 году режиссёром Игорем Савченко по сценарию Аркадия Первенцева был снят одноимённый фильм.
Согласно решению командарма-51 генерал-лейтенанта Крейзера, 10-й стрелковый корпус наступал на тархано-ишуньском направлении с задачей: 257-й дивизии осуществить прорыв позиций противника на Уржинском перешейке, овладеть рубежом Карпова Балка, Малый Бем (Танковое) и затем Ишуньскими позициями; 216-й и 279-й стрелковым дивизиям прорвать оборону противника в районе Тархан (Вишнёвка), захватить железную дорогу Ишунь — Воинка и отрезать противнику пути отхода с Перекопского перешейка.
В результате упорных боёв 12 апреля 1944 года оборона противника на Ишуньских позициях в межозёрных дефиле была прорвана. Части 51-й армии овладели Ишунью и Джанкоем — крупными узлами вражеской обороны. Приказом Верховного Главнокомандующего И. В. Сталина войскам 4-го Украинского фронта, прорвавшимся в Крым, была объявлена благодарность, в Москве был дан салют 20 залпами из 224 орудий. 216-я и 257-я стрелковые дивизии 10-го стрелкового корпуса получили почётное наименование «Сивашских».
Прорвав оборону противника, советские войска вышли на оперативный простор устремились к Симферополю, и уже на следующий день, 13 апреля 1944 года, он был освобождён. Приказом Верховного Главнокомандующего И. В. Сталина войскам, участвовавшим в освобождении города, была объявлена благодарность, в Москве был дан салют 20 залпами из 224 орудий.
Большой вклад в организацию прорыва немецких укреплений в Крыму внёс начальник разведотдела 10-го стрелкового корпуса подполковник Кузнецов. Как отмечал в наградном листе на него начальник штаба корпуса полковник И. М. Кеда, «данные о группировке противника на Сивашском плацдарме полностью были установлены задолго до начала наступления войск корпуса». Непосредственно в ходе наступления разведка в корпусе была также организована хорошо, причём зачастую разведывательные операции Кузнецов, как и раньше (самый яркий пример — форсирование Сиваша) возглавлял лично. В результате, как отмечалось в наградном листе, замыслы противника были своевременно вскрыты.

#### Штурм Севастополя. Гибель
14 апреля 1944 года, на следующий день после освобождения Симферополя, войска 4-го Украинского фронта совместно с Южным соединением крымских партизан освободили Качу, Бахчисарай и Алушту, где соединились с войсками Приморской армии генерал-лейтенанта К. С. Мельника, наступавшей с Керченского полуострова.
15 апреля 1944 года советские войска вышли на дальние подступы к Севастополю, но с ходу прорваться к городу не удалось.
В этот же день в деревне Чистенькое встретились представители Ставки маршалы Советского Союза Александр Михайлович Василевский и Климент Ефремович Ворошилов. На состоявшемся в штабе 51-й армии совещании было принято решение начать штурм Севастополя с ходу в 14 часов 16 апреля 1944 года.
16 апреля 1944 года войска 4-го Украинского фронта совместно с Приморской армией перешли в наступление. В это же день они овладели Мекензией и Дуванкоем и форсировали реку Бельбек. 17 апреля советские войска освободили населённые пункты Шули, Верхний и Нижний Чоргунь, Комары и Балаклава и вышли к внешнему оборонительному обводу Севастопольского оборонительного района, ныне занятого немцами. Данный обвод начинался на западном берегу Чёрного моря и заканчивался на южном, защищая Севастополь с суши. Он проходил по высотам, из которых выделялись и были наиболее укреплены Мекензиевы горы, Сахарная головка, Сапун-гора и гора Чёрная. Здесь, встретив упорное сопротивление противника, нашим войскам пришлось остановиться.
С 19 по 30 апреля советские войска неоднократно поднимались на штурм города, но прорвать оборону противника на внешнем обводе так и не удалось. Ввиду того, что Гитлер приказал оборонять Севастополь до последнего солдата (в связи с чем командующий 17-й армией генерал Эрвина Йенеке, начавший подготовку к эвакуации, был заменён генералом Карлом Альмендингером), советское командование приняло решение прекратить атаки и как следует подготовиться к наступлению.
10-й стрелковый корпус 51-й армии после взятия Симферополя в течение 12 дней находился в резерве фронта, где приводил себя в порядок и получил пополнение. Выступив 26 апреля из-под Симферополя, он 28 апреля сосредоточился в районе долины Каракобия и Шули за боевыми порядками армии.
Согласно решению командующего 4-м Украинским фронтом генерала армии Ф. И. Толбухина, главный удар по врагу, как и при прорыве в Крым, наносила 51-я армия совместно с Приморской армией и 19-м танковым корпусом на южном участке. 2-я гвардейская армия наносила вспомогательный удар на северном участке.
5 мая 1944 года наступлением 2-й гвардейской армии был начат штурм Севастополя. В 9 часов утра 7 мая в наступление перешли главные силы фронта. Войска 51-й армии наступали в следующих направлениях: 1-й гвардейский стрелковый корпус гвардии генерал-лейтенанта И. И. Миссана штурмовал высоту Сахарная головка, 63-й стрелковый корпус генерал-лейтенанта П. К. Кошевого — Сапун-гору. 10-й стрелковый корпус гвардии генерал-майора К. П. Неверовым находился во втором эшелоне армии за боевыми порядками 63-го стрелкового корпуса с задачей развить его успех, наступая из-за его левого фланга на Сапун-гору.
Бои за Сапун-гору были крайне ожесточёнными. Вечером 7 мая командующий фронтом генерал армии Толбухин отдал распоряжение командующему 51-й армией генерал-лейтенанту Крейзеру:

63-й стрелковый корпус истекает кровью. Введите в бой свой 10-й корпус — помогите генералу Кошевому…
Согласно данному распоряжению командующего фронтом генерал Крейзер направил на помощь 63-му стрелковому корпусу штурмовые группы из моряков 257-й стрелковой дивизии. К 22 часам 7 мая 1944 года над гребнем Сапун-горы было водружено Красное знамя.
Ночью 8 мая 257-я стрелковая дивизия сменила в районе Сапун-горы части 77-й стрелковой дивизии 63-го стрелкового корпуса, понесшей большие потери и отошедшей в долину Чёрной речки для приведения себя в порядок. Утром 8 мая войска фронта, овладев Сахарной головкой, Инкерманской долиной, западными скатами и северо-восточной частью хребта Сапун-горы, полностью овладели внешним оборонительным обводом Севастополя. 10-му стрелковому корпусу была поставлена задача выдвинуться на левый фланг 63-го стрелкового корпуса и, прорвав внутренний обвод Севастополя, нанести удар сторону западной окраины Севастополя и Рудольфовой слободы.
Начальник разведотдела корпуса подполковник Кузнецов, выполняя задание командования, утром 8 мая 1944 года перед началом наступления во главе группы бойцов и командиров осуществлял разведку района расположения НП корпуса и переднего края. На вершине Сапун-горы группа попала под миномётный обстрел. Прямым попаданием мины полковник Кузнецов был убит.
Боевой товарищ Поликарпа Кузнецова майор А. Литвиненко писал его вдове: «На подступах к Севастополю он пошёл в разведку и осколком разорвавшейся мины был насмерть убит, даже не смог что-либо сказать. Из района обстрела он был вытащен; выслали за ним машину и далее организовали похороны». 9 мая 1944 года Поликарп Ефимович Кузнецов был похоронен в селе Шули Балаклавского района во дворе школы — в первом ряду от улицы, в седьмой слева могиле. Как писал Литвиненко, «тело его положили в гроб и до могилы сопровождало много друзей с духовым оркестром».
21 мая 1944 года начальник штаба 10-го стрелкового корпуса гвардии полковник И. М. Кеда представил Кузнецова к награждению орденом «Отечественная война I степени» — посмертно. Командир 10-го стрелкового корпуса гвардии генерал-майор К. П. Неверов поставил на наградном листе положительную резолюцию, и 28 мая 1944 года приказом войскам 51-й армии начальник разведотдела штаба 10-го стрелкового корпуса подполковник Кузнецов был посмертно награждён орденом Отечественной войны I степени.

## Награды
- орден Красного Знамени (28.12.1943[4])
- орден Отечественной войны 1-й степени (28.05.1944[5])
- орден Красной Звезды (3.10.1943[6])

## Память
Бывший руководящий политработник 51-й армии полковник С. М. Саркисьян в своей книге о боевой пути армии рассказал о форсировании Сиваша отрядом Кузнецова и его дальнейших действиях в тылу противника.